# 부조 (경마)

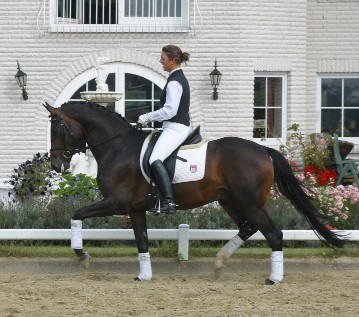

부조(扶助, Aid)란 기수가 말에게 기수의 의지를 전달하고 그 의지에 따라서 운동시키는 신호 수단이다. 즉 말에게 의사전달이나 지시를 내리기 위하여 기승자가 고삐, 다리 및 중심 이전 등의 조작으로 기승자의 의사를 말에 감지시켜 복종케 하는 신호나 수단을 말한다. 기승자의 다리, 손(주먹), 음성, 체중, 채찍, 박차 및 앉은 자리위치 등으로 이것들을 이용하여 말의 움직임을 통제 조절한다. 때와 장소에 따라 또는 강하게 또는 약하게 하여 기수의 의사를 미묘한 동작으로 말에게 감지시키는 것으로써 의사가 서로 통하는 연결이 이 부조를 통하여 이루어진다.

## 종류
부조의 종류는 기승자의 신체 각부분이나 육성을 이용하는 자연부조와 채찍, 박차 등을 이용하는 인위부조가 있다.
- 주부조---고삐, 다리, 체중 전이
- 부부조---채찍, 박차, 구두음

### 주부조

#### 고삐 부조
자동차의 핸들이라고 할 수 있는 고삐를 통해서 제동도 걸 수 있고 후퇴도 가능하며 방향전환이 절대적으로 가능하다. 높은 기술을 사용하는 마장마술에서는 이 고삐의 움직임이 눈에는 잘 보이지 않지만 손가락만의 움직임으로 말의 어려운 기술이 표출되는 것을 볼 때, 이 기술의 중요성을 이해할 수 있다. 중요한 점은, 말의 부드러운 입 속에서 딱딱한 재갈과 직접 연결되어 있는 것이 바로 고삐이므로 고삐의 사용은 부드럽게 이루어져야 한다.

#### 다리 부조
속도 변화, 운동 종류 변경 등과 방향 전환에도 중요한 역할을 한다. 많은 초보자들은 방향 전환에는 고삐 부조만을 생각하지만, 다리부조의 역할도 매우 중요하다.

#### 체중전이 부조
체중을 이용해서 말을 정지시키거나 전진, 회전 또는 추진의 추가되는 부조를 말한다.

### 부부조
채찍은 말이 기수의 지시에 의한 불복종을 꾸짖는 방법으로 많이 사용되고 있다. 채찍의 잘못 사용으로 화를 입는 경우가 있으므로 초보자는 채찍의 사용을 완전히 숙지한 후에 사용해야 한다.
박차는 다리부조를 보강하는 역할을 한다. 이 박차 역시, 초보자에게는 약간 위험하므로 잘 선택해서 사용해야 한다.
가장 쉽게 보조역할을 할 수 있는 것이 음성이다. 일반적으로 혀를 차서 말의 추진을 돕거나, 음성을 통해서 말의 흥분을 진정시킬 때 사용한다. 일부 말들은 어려서부터의 훈련을 통해서, 특정 음성신호에 의해서 정지를 하는 경우도 많이 있다.

#### 박차
박차(拍車, Spur)는 기승자의 신발 뒤쪽에 부착된 금속으로 말에게 신호를 보낼 때 주로 사용되는 인위부조이다. 승마경기에서는 무딘 박차를 사용한다. 말을 다치게 하거나 절름거리게 할 수 있기 때문에, 초보자는 박차를 사용할 수 없다.